# Samuel Tuia
Samuel Tuia (Matāʻutu, 24 luglio 1986) è un pallavolista francese, schiacciatore dello Sfaxien.

## Palmarès

### Club
- Campionato tedesco: 1

2018-19
- Coppa di Germania: 1

2019-20
- Supercoppa tedesca: 1

2019